# Cem Gezinci
 (août 2023).
Si vous disposez d'ouvrages ou d'articles de référence ou si vous connaissez des sites web de qualité traitant du thème abordé ici, merci de compléter l'article en donnant les références utiles à sa vérifiabilité et en les liant à la section « Notes et références ».
Cem Gezinci, né le 1er septembre 1985 à Istanbul, est un joueur turc de basket-ball en fauteuil roulant classé en 4.5 point player (en). 
Il est membre de l'équipe de Turquie de basket-ball en fauteuil roulant, avec laquelle il a participé aux Jeux paralympiques d'été de 2012 et est double vice-champion d'Europe en 2013 et 2015.